# Terminaliinae
Terminaliinae  es una subtribu  de plantas con flores en la familia de las  Combretaceae.  El género tipo es: Terminalia L. Contiene los siguientes géneros.

## Géneros
- Anogeissus (DC.) Wall. ex Guill. & Perr. ~ Terminalia L.
- Badamia Gaertn. = Terminalia L.
- Bucera P. Browne = Bucida L.
- Buchenavia Eichler ~ Terminalia L.
- Bucida L. ~ Terminalia L.
- Catappa Gaertn. = Terminalia L.
- Chicharronia A. Rich. = Terminalia L.
- Chuncoa Pav. ex Juss. = Terminalia L.
- Conocarpus L.
- Fatrea Juss. = Terminalia L.
- Finetia Gagnep. = Anogeissus (DC.) Wall. ex Guill. & Perr.
- Gimbernatea Ruiz & Pav. = Terminalia L.
- Hudsonia A. Rob. ex Lunan = Terminalia L.
- Kniphofia Scop. = Terminalia L.
- Myrobalanifera Houtt. = Terminalia L.
- Myrobalanus Gaertn. = Terminalia L.
- Pamea Aubl. = Buchenavia Eichler
- Pentaptera Roxb. = Terminalia L.
- Pteleopsis Engl. ~ Terminalia L.
- Ramatuela Kunth = Terminalia L.
- Ramatuella Kunth, orth. var. = Terminalia L.
- Resinaria Comm. ex Lam. = Terminalia L.
- Rudbeckia Adans. = Conocarpus L.
- Tanibouca Aubl. = Terminalia L.
- Terminalia L.
- Terminaliopsis Danguy ~ Terminalia L.
- Vicentia Allemão = Terminalia L.